# Привілля (Баштанський район)
Приві́лля — село в Україні, у Володимирівській сільській громаді Баштанського району Миколаївської області. Населення становить 132 особи.